# Burg Liebenwerda
Die Burg Liebenwerda beziehungsweise das Schloss Liebenwerda im heutigen Bad Liebenwerda wurde etwa Anfang des 13. Jahrhunderts erbaut und bestand nach mehreren Bränden und Umbauten bis zum Ende des 19. Jahrhunderts. Sie entstand im Rahmen der Deutschen Ostsiedlung neben anderen Burgen am Lauf der Schwarzen Elster.

## Geschichte

### Burg Liebenwerda

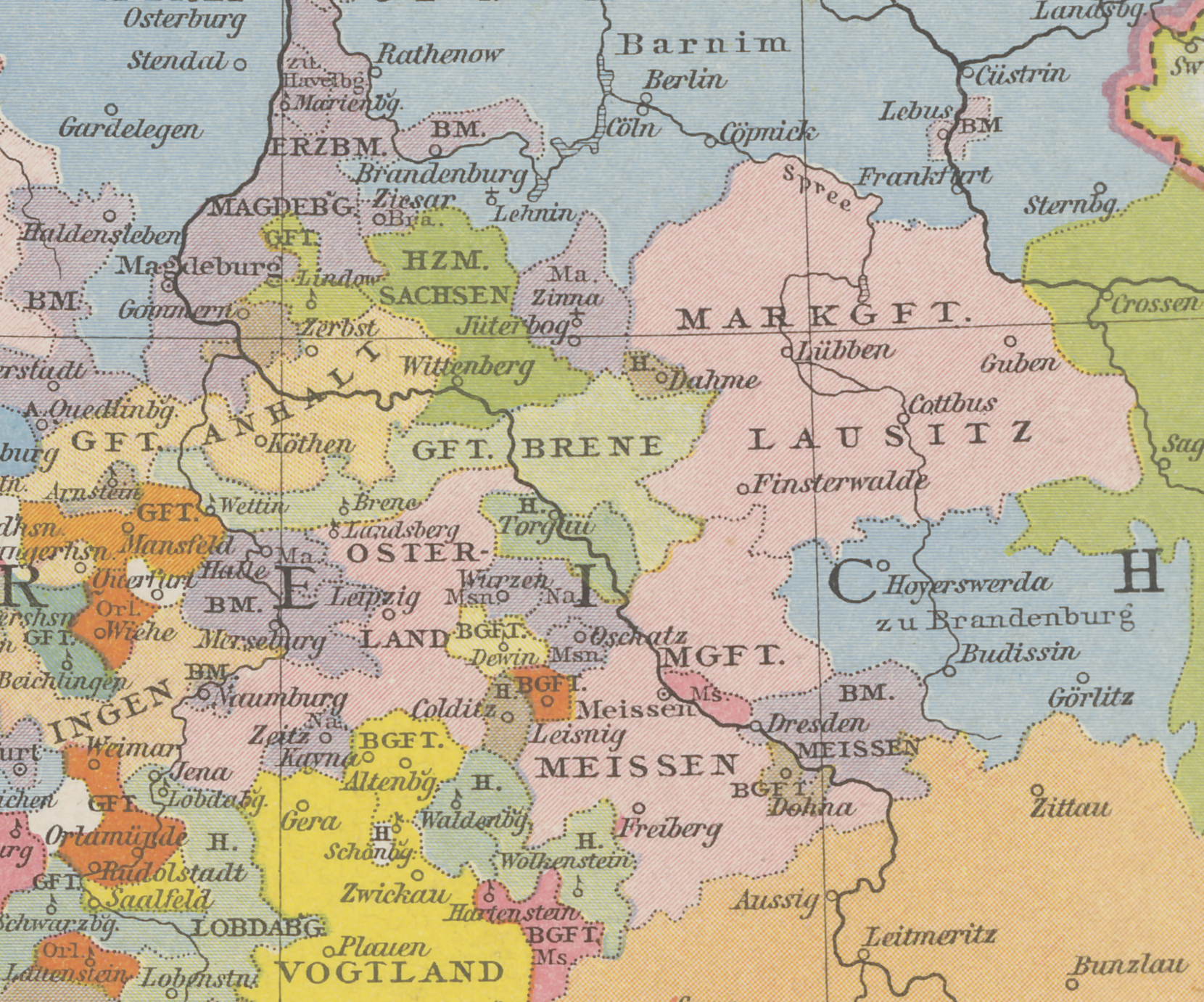
Lage in der Zeit zwischen 1150 und 1250

Wann die Burg tatsächlich entstanden ist, ist bisher wissenschaftlich nicht gesichert. Vermutlich entstand sie zeitgleich mit dem erhaltenen Burgfried um 1207 zur Zeit des Landesausbaus, auch als Deutsche Ostsiedlung bezeichnet. Innerhalb weniger Jahrzehnte entstanden in Mückenberg, Elsterwerda, Saathain, Würdenhain, Wahrenbrück und Uebigau sechs weitere Burgen am linken Ufer der Schwarzen Elster, die ähnliche oder baugleiche Türme aufwiesen.
Unbekannt sind die damaligen Besitzer der Burg. Jedoch kann mit der Ersterwähnung von Liebenwerda um 1231 davon ausgegangen werden, dass die Ileburger über die Burg herrschten. Im Norden befand sich das Gebiet der Grafschaft Brehna und die Markgrafschaft Lausitz, im Osten Teile der Markgrafschaft Brandenburg, im Süden lag die Markgrafschaft Meißen. Zwar ist eine Zugehörigkeit zur Grafschaft Brehna bisher nicht belegt, jedoch ähnelt das Wappen der Stadt Liebenwerda mit seinen drei Herzen sehr dem der Grafen zu Brehna. 1330 wird eine Burgkapelle erwähnt. 1384 oder 1387 war die Burg im Besitz der Ritter von Rammelshayn, welche offenbar Händler und Reisende mit Zöllen belegten und Städte und andere Ritter mit Fehden überzogen; später wurden solche Ritter auch als Raubritter bezeichnet. Mit Hilfe einer in der Stadt Liebenwerda gegründeten Schützengilde gelang die Vertreibung dieses Adelsgeschlechts.
Belegt ist, dass die Witwe des Kurfürsten Albrecht III. der Arme, Euphemia von Oels, die Burg 1420 als Wittum bezog. Sie veranlasste umfangreiche Baumaßnahmen, bei denen das Vorderschloss bis 1424 entstand. Das kursächsische Amt Liebenwerda zog 1440 in das Vorderschloss. Nach dem Tod Friedrichs II. erhielt seine Witwe Margaretha von Österreich unter anderem auch das Schloss und die Stadt Liebenwerda als Wittum zugesprochen.
Bei einem Brand um 1487 oder 1490 wurden einige Gebäude zerstört.

#### Burgkapelle und ihre Altäre
Näheres zu Form und Standort der Kapelle ist nicht überliefert. 1504 hatte die Burgkapelle zwei Altäre. Der ältere Altar wurde von den Herrn von Ileburg gestiftet, der jüngere vom Amtmann Hans Marggraue mit Unterstützung des Kurfürsten Johann Friedrich I.
Auf Verlangen des Amtmannes musste 1505 am Sonntag nach Simonis und Judä der Pfarrer von Liebenwerda mit all seinen Priestern und Schülern zur Vesper am Kirchmessabend singen. Am Tage sollte der Pfarrer dann die Heilige Messe singen und predigen.
Im Jahr 1505 war die Burg reichlich mit Geschützen und Pulver ausgerüstet. Am 8. Oktober 1519 traf sich in der Burg Liebenwerda Martin Luther mit dem päpstlichen Nuntius Karl von Miltitz zu einem Gespräch.

### Schloss Liebenwerda

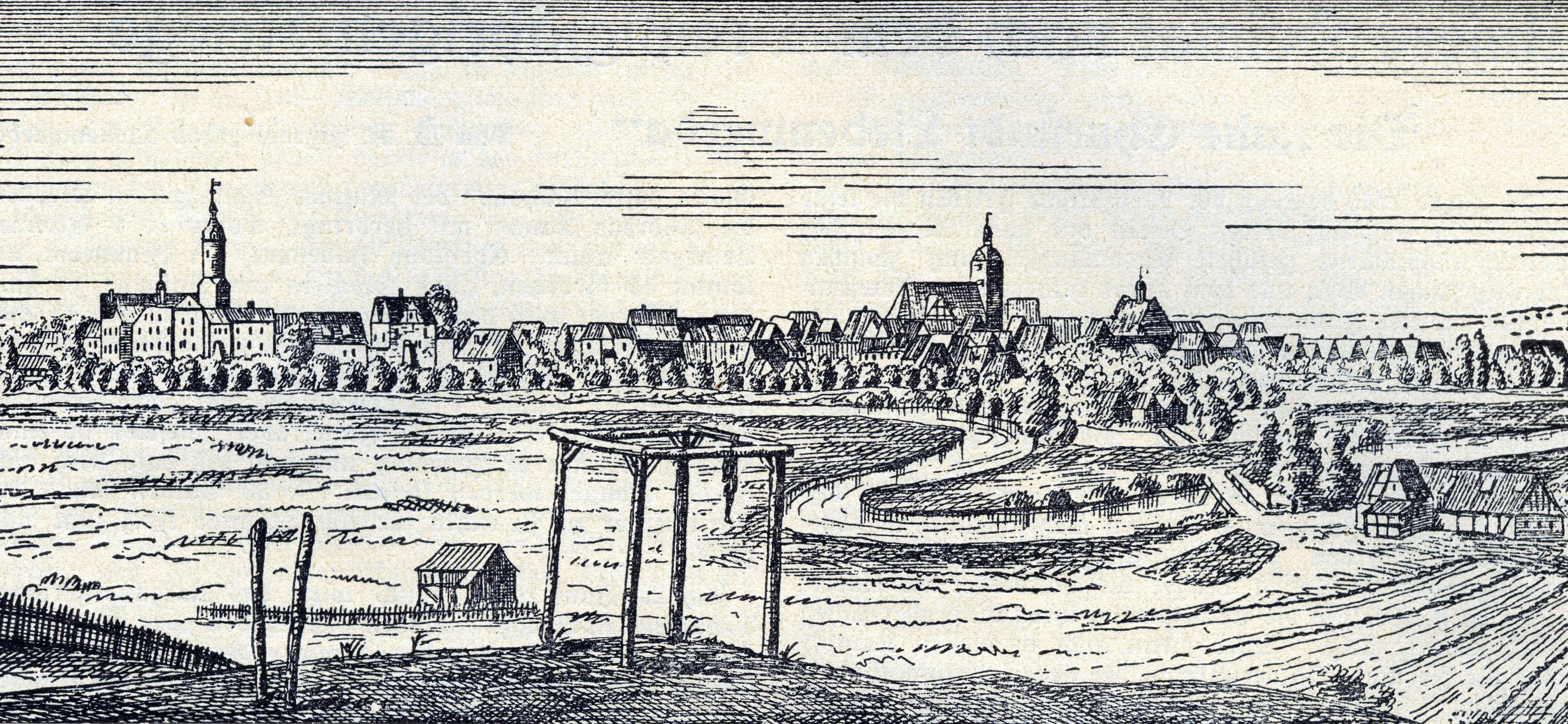
Die Stadt und das Schloss Liebenwerda in der Mitte des 17. Jahrhunderts (nach Wilhelm Dilich)

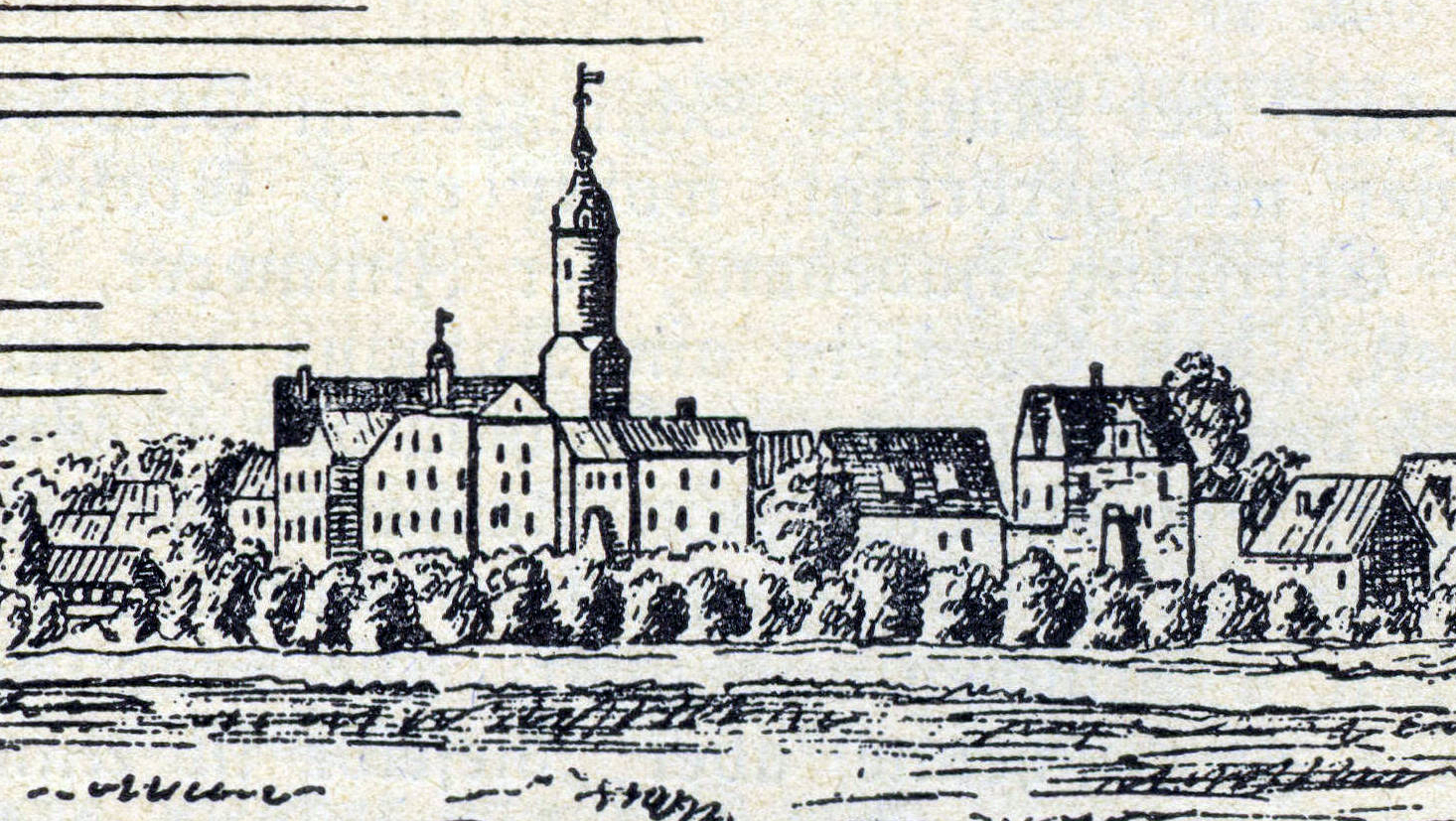
Schloss Liebenwerda um 1628 nach W. Dilich

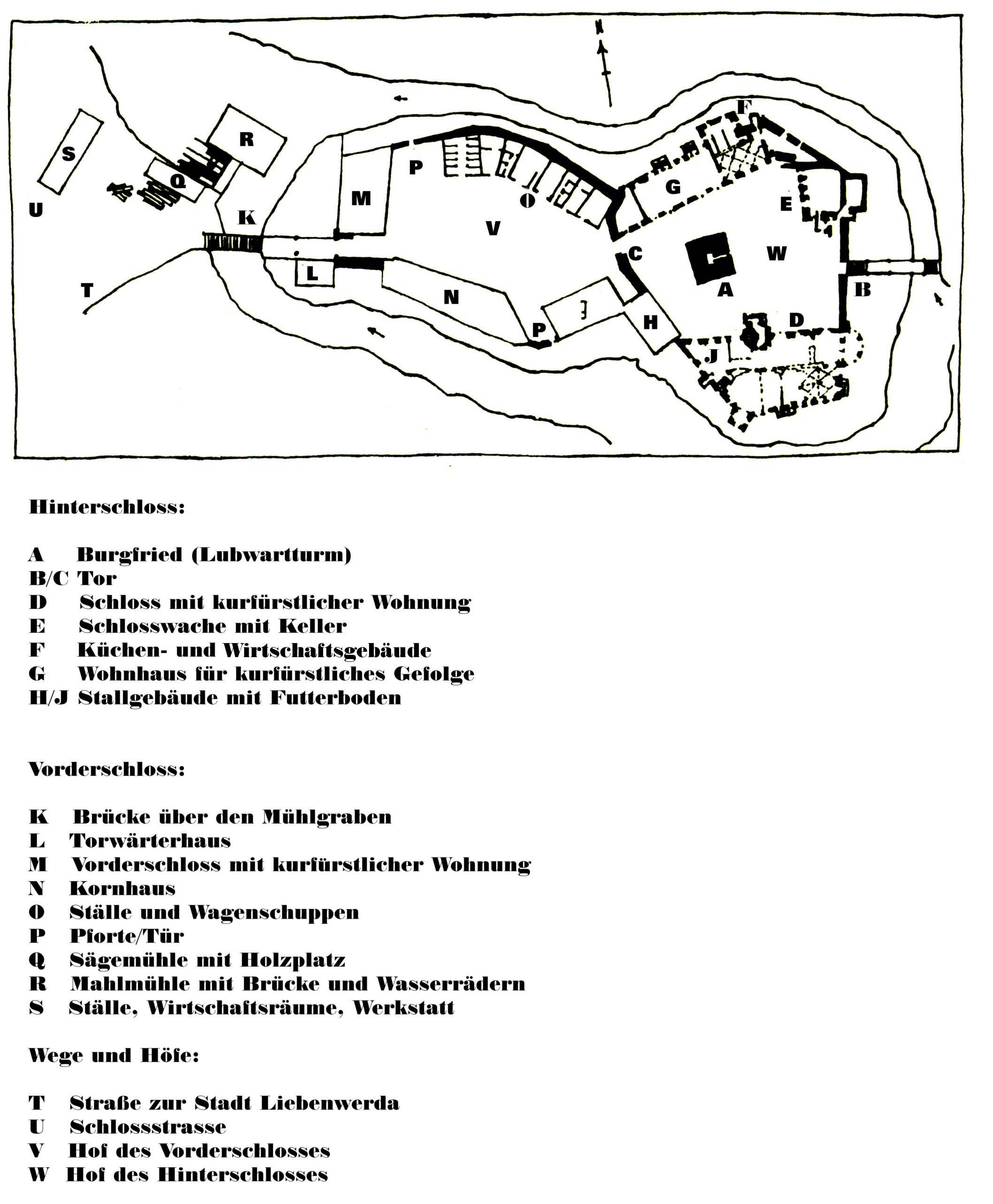
Plan des Schlosses vor 1733

1543 erhielt der Lubwartturm eine neue Haube. Kurfürst August und dessen Frau Anna veranlassten in der Zeit von 1568 bis 1579 einen Umbau zum prächtigen Renaissanceschloss.
Die Bewohner des westlich der Stadt Liebenwerda liegenden wendischen Dorfes Stadtwinkel (sorbisch Rukow) waren wie andere Amtsdörfer zur Ableistung von Frondiensten im Schloss verpflichtet. So wurden von den Stadtwinklern die Weinberge bestellt, das Heu geerntet und auf Wunsch der Herrschaft die Betten im Schloss gemacht. Im Gegensatz dazu waren die Bewohner von Freiwinkel, dem Gebiet um das Schloss in der Schlossstraße und Hainschen Straße, als ministeriale Beamte vom Frondienst befreit.
Im 16. Jahrhundert wurde das Liebenwerdaer Schloss als Jagdschloss genutzt. Bei einer dreiwöchigen Jagd Johann Georgs I. im Jahre 1650 wurden insgesamt 400 Stück Wildbret gefangen. Bei einer Jagd des damaligen Kurprinzen Johann Georg III. wurden bis zu 16 Auerhähne geschossen.
Am 9. Juli 1699 brannte der Lubwartturm nach einem Blitzschlag. Ein größeres Feuer konnte durch ein schnelles Eingreifen verhindert werden. 1699 wurde das Amt Liebenwerda aus dem Vorderschloss in das Hinterschloss verlegt. Am 26. April 1733 brannte das Hinterschloss aus, wobei auch das Amtsarchiv zerstört wurde. Durch die Nähe zur Stadt verwüstete dieser Brand auch 28 Wohnhäuser, Ställe und drei Scheunen. 1766 begann der Neuaufbau des Hinterschlosses. Der Lubwartturm blieb jedoch eine Brandruine. Während der Befreiungskriege 1814/1815 diente das Vorderschloss französischen Soldaten als Lazarett für ca. 150 Verwundete. Durch die Beschlüsse des Wiener Kongresses wechselte Liebenwerda in preußischen Besitz.

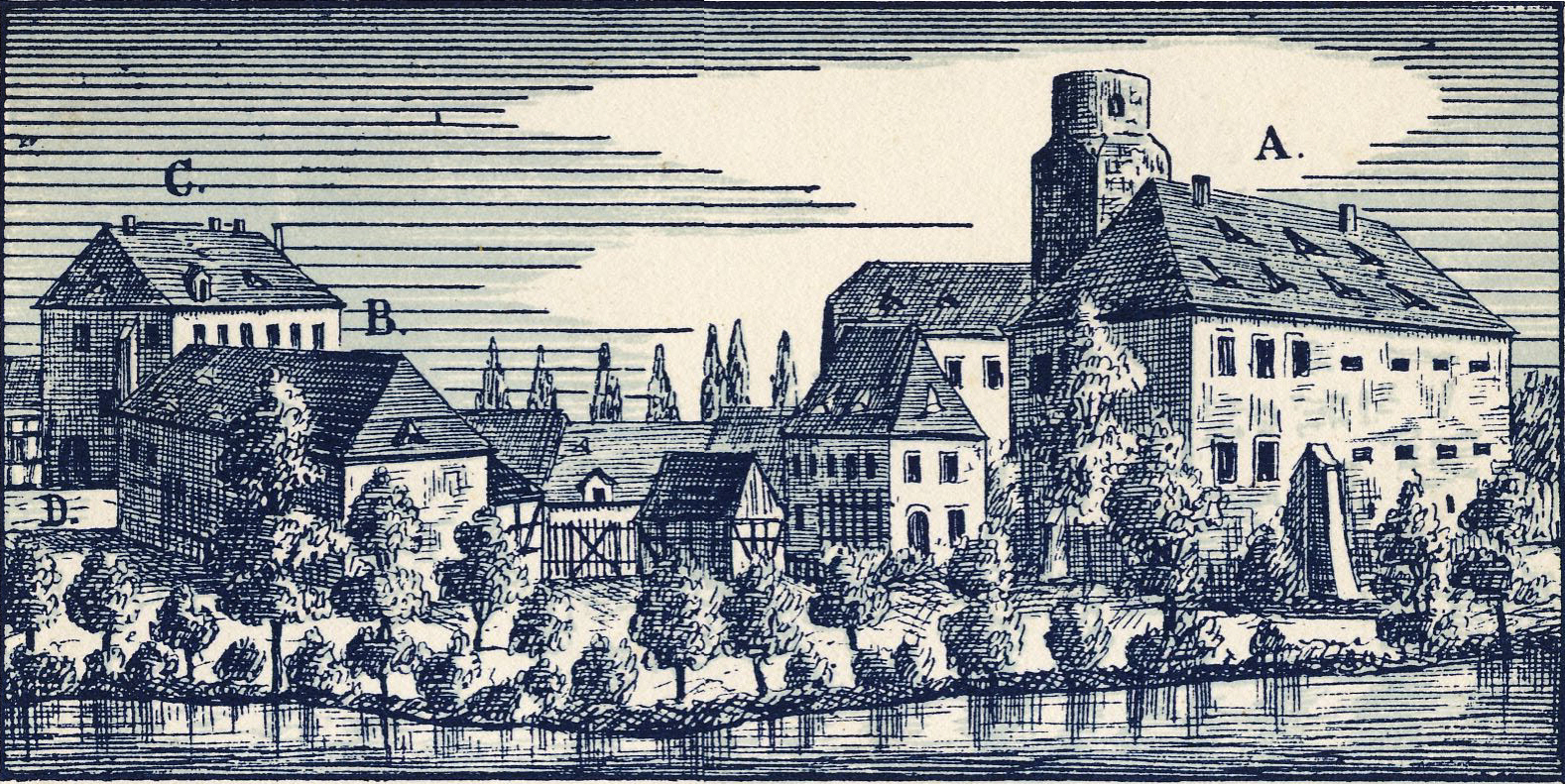
Schloss Liebenwerda 1836, A – Hinterschloss B – Kornhaus C – Vorschloss D – Dresdner Straße

Der Tischler Daniel Andreas Liebe kaufte 1824 das Vorderschloss vom preußischen Staat für 900 Thaler. Vermutlich nach Aufgabe der Anlage ab 1815 verlief die Landstraße in Richtung Elsterwerda durch das Schlossgelände. Bis dahin mussten Reisende das Schloss südlich auf der Hainstraße oder nördlich über die Luckauer Straße (später Bahnhofstraße) umgehen.
Jedoch gab es an der Tordurchfahrt im Vorschloss zunehmend Probleme, weil immer wieder Fuhrwerke stecken blieben. Deshalb sah sich der preußische Staat gezwungen, die Tordurchfahrt des Vorderschlosses zum überhöhten Preis von 1400 Talern zurückzukaufen, um diese 1837 abzureißen.
Weil immer wieder lose Steine vom Lubwartturm fielen, wurden die oberen Steine des Turms 1830 abgetragen. Die Tordurchfahrt des Vorderschlosses wurde 1837 abgerissen. Auf dem Gelände des ehemaligen Vorschlosses wurde 1868 ein Hafthaus (Gefängnis) als roter Ziegelbau errichtet.
1888 kam es zu einem schweren Brand im Vorderschloss, bei dem fünf Menschen ihr Leben verloren.
Die tragischen Umstände des Todes der Familie des Kreisphysikus Dr. Meyer und dessen Dienstmädchen bewegten die Einwohner der Stadt Liebenwerda so sehr, dass es wenige Tage später zum bis dahin größten Leichenzug in der Geschichte der Stadt mit mehreren hundert Menschen kam.
1890/1891 wurde versucht, die Burgmauer in Handarbeit abzureißen, da selbst ein Rammbock die dicke Mauer nicht zerstören konnte.
Forderungen einiger Mitarbeiter des Amtsgerichts, den Lubwartturm abzureißen, um mehr Licht in die Büros auf der Nordseite des Amtsgerichts zu gewinnen, verhinderten Liebenwerdaer Bürger unter der Führung von Kreisbaumeister Jost. Jost unterbreitete 1907 in der Zeitschrift Schwarze Elster den Vorschlag, in den Resten der Schlossanlage ein Museum einzurichten. Dabei sollte der Turm in einem Museumsbau aufgehen. Jost gewann die Stadt Liebenwerda für die Idee eines Umbaus zum Aussichtsturm, worauf die Stadt 1913 den Turm für 1 RM pro Quadratmeter Grundfläche, also 86 Mark, kaufte.
Der Ausbruch des Ersten Weltkrieges verhinderte zunächst eine Umsetzung dieses Planes. Ab 1916 verlief die Landstraße durch die Schlossanlage nicht mehr nur nördlich des Lubwartturmes, sondern auch südlich.
Kreisbaumeister Jost konnte 1928 mit dem Umbau des Lubwartturms zum Aussichtsturm beginnen, nachdem er genügend Spenden gesammelt und auch die Stadt Liebenwerda die Mitfinanzierung übernommen hatte. Im darauffolgenden Jahr fand die feierliche Eröffnung des Turmes statt. Im Inneren des Turmes hatte Jost eine Holztreppe eingebaut. 1930 wurden weitere Sicherungsarbeiten im oberen Teil des Turms notwendig. Dabei bekam auch das neu erschaffene Turmzimmer seine heutige Form.
In den letzten Tagen des Zweiten Weltkrieges ging das Amtsgericht nach einer Brandstiftung in Flammen auf. Viele Dokumente, auch zur Stadtgeschichte, wurden dabei vernichtet. Erst 1952/53 begann der Wiederaufbau des Gerichtsgebäudes. Nach der Fertigstellung zog das Kreisgericht Bad Liebenwerda ein. Karl Fitzkow eröffnete 1953 das Kreismuseum im ehemaligen Wohngebäude des kurfürstlichen Gefolges. Außerdem setzte er sich vehement für die Sanierung der Fassade des Lubwartturmes ein. Fehlendes Rüstmaterial und mangelnde Baukapazitäten machten eine Sanierung erst 1965 möglich. Das Turmverlies wurde 1973 vom Jugendklub des Kreismuseums beräumt. Im Januar 1970 gegen 4:00 Uhr morgens zerstörte ein Feuer die als Getreidespeicher genutzte Schlossmühle. 1975 erbrachten Bauarbeiten im Museum mittelalterliche Funde. 1984 wurde der nördliche Graben an der Schlossinsel verfüllt, um die damalige Geruchsbelästigung zur Kurklinik zu beseitigen.